# Leicester (Vermont)
Leicester és una població dels Estats Units a l'estat de Vermont. Segons el cens del 2000 tenia 974 habitants.

## Demografia
Segons el cens del 2000, Leicester tenia 974 habitants, 391 habitatges, i 267 famílies. La densitat de població era de 17,7 habitants per km².
Dels 391 habitatges en un 30,4% hi vivien nens de menys de 18 anys, en un 57,3% hi vivien parelles casades, en un 7,2% dones solteres, i en un 31,7% no eren unitats familiars. En el 23,5% dels habitatges hi vivien persones soles el 8,2% de les quals corresponia a persones de 65 anys o més que vivien soles. El nombre mitjà de persones vivint en cada habitatge era de 2,49 i el nombre mitjà de persones que vivien en cada família era de 2,97.
Per edats la població es repartia de la següent manera: un 24,8% tenia menys de 18 anys, un 5,6% entre 18 i 24, un 30,7% entre 25 i 44, un 28,3% de 45 a 60 i un 10,5% 65 anys o més.
L'edat mediana era de 39 anys. Per cada 100 dones de 18 o més anys hi havia 102,2 homes.
La renda mediana per habitatge era de 35.781 $ i la renda mediana per família de 45.375 $. Els homes tenien una renda mediana de 26.786 $ mentre que les dones 21.484 $. La renda per capita de la població era de 21.938 $. Entorn del 8,9% de les famílies i el 12,1% de la població estaven per davall del llindar de pobresa.